# نايجل ويلسون
نايجل ويلسون (بالفرنسية: Nigel Wilson)‏ (و. 1970  م) هو لاعب كرة قاعدة كندي، ولد في أوشاوا، مركز لعبه هو لاعب دفاع ‏.

## روابط خارجية
- نايجل ويلسون على موقع الدوري الياباني لكرة القاعدة (الإنجليزية)
- نايجل ويلسون على موقعبيزبول رفرنس.كوم (الدوري الرئيسي) (الإنجليزية)
- نايجل ويلسون على موقعبيزبول رفرنس.كوم (الدوري الثانوي) (الإنجليزية)
- نايجل ويلسون على موقع إي إس بي إن.كوم (أم.أل.بي) (الإنجليزية)
- نايجل ويلسون على موقع مشجعي الرسوم البيانية (الإنجليزية)